# Schlatt (kanton Zurych)
Schlatt (do 1999 Schlatt bei Winterthur) – miejscowość i gmina (Politische Gemeinde) w północnej Szwajcarii, w kantonie Zurych, w okręgu (Bezirk) Winterthur. 

## Demografia
W Schlatt mieszka 759 osób. W 2021 roku 8,2% populacji gminy stanowiły osoby urodzone poza Szwajcarią.